# Karolín
Karolín (deutsch Karolinendorf) ist eine Gemeinde in Tschechien. Sie liegt acht Kilometer südlich von Kroměříž und gehört zum Okres Kroměříž.

## Geographie
Karolín befindet sich in nordöstlichen Ausläufern des Marsgebirges. Das Straßendorf erstreckt sich auf dem südlichen Teil des Hügels Vinohrádek (295 m). Gegen Osten liegt das Tal des Baches Panenský potok. Südöstlich erhebt sich der Jámy (299 m).
Nachbarorte sind Bařice und Střížovice im Norden, Chlum und Kvasice im Nordosten, Nový Dvůr im Osten, Bělov, Kopaniny, Podkoryta und Nová Dědina im Südosten, Sulimov und Vrbka im Südwesten, Soběsuky und Zlámanka im Westen sowie Velké Těšany im Nordwesten.

## Geschichte
Archäologische Funde belegen eine frühzeitliche Besiedlung der Gegend. Herausragende Bedeutung erlangte dabei ein auf dem Gebiet der Gemeinde aufgefundener Faustkeil aus dem Mittelpaläolithikum, der als ältestes Zeugnis des Menschen in Ostmähren gilt.
Das heutige Dorf entstand jedoch erst im 19. Jahrhundert. Nach den Josephinischen Reformen gestaltete der k.k. Hofrat Anton Kaschnitz von Weinberg ab 1804 sein neuerworbenes Gut Zdounky zu einem Mustergut moderner Feldwirtschaft um. Dessen Prinzip einer dreiseitigen Bewirtschaftung mit intensivem Ackerbau, der Anlegung neuer herrschaftlicher Höfe mit Ochsengespannen und Gerätschaften sowie der Umwandlung der Frondienste in Lohnarbeit folgte der Verwalter des zur Herrschaft Kvasice gehörigen Hofes Chlum, Franz Hansmann. Hansmann führte auf Chlum daraufhin die Zucht von Zugvieh ein und begann auf den Feldern des Gutes mit dem intensiven Anbau von Kartoffeln, Klee und Luzerne. Seine damit erzielten Erfolge stellte Hansmann 1821 der Grundherrin Karoline von Lamberg vor und bewog sie zur Gründung einer Holzfällerkolonie zwischen Chlum und Vrbka.
Dieses Vorhaben wurde im Jahre 1822 realisiert, als Karoline von Lamberg die aus zwölf Familien bestehende Kolonie Karolinendorf anlegte. Jede der Siedlerfamilien erhielt ein acht Klafter großes Stück Wald zur Rodung und Urbarmachung zugeteilt. Die ersten Häuser bestanden nur aus einer Kammer und Stall. Die Siedler arbeiten als Tagelöhner in den herrschaftlichen Wäldern oder bei der Regulierung der March. 1839 verpflichteten die Grafen von Lamberg einen Teil der Männer zur Arbeit am Bau der k.u.k. Eisenbahn Wien – Krakau. Bis zur Mitte des 19. Jahrhunderts blieb Karolinendorf immer dem Gut Kvasice untertänig.
Nach der Aufhebung der Patrimonialherrschaften bildete Karolínov/Karolinendorf ab 1850 einen Ortsteil der Gemeinde Kwassitz in der Bezirkshauptmannschaft Kroměříž. 1857 vernichtete ein Großfeuer 57 Häuser des Dorfes. In den nachfolgenden Jahren fand ein Teil der Einwohner in der Zuckerfabrik Kvasice eine Anstellung. Ab 1869 bildete Karolinendorf eine eigene Gemeinde. 1872 brannten in Karolinendorf erneut 14 Häuser nieder, deren Wiederaufbau von der Zuckerfabrik unterstützt wurde. Der Bau der Straße nach Kvasice erfolgte 1891. Zu dieser Zeit hatte das Dorf etwa 500 Einwohner. Der heutige Ortsname Karolín wird seit 1924 verwendet. Nach dem Ende des Zweiten Weltkrieges wurde der Großgrundbesitzer Ernst von Thun-Hohenstein enteignet und mit seiner Familie nach Österreich abgeschoben. Zwischen 1961 und 1991 war das Dorf nach Sulimov eingemeindet. In Karolín werden heute die Grundschüler aus Karolín, Sulimov und Vrbka unterrichtet. Ethnographisch und kulturell befindet sich Karolín am Übergang von der Mährischen Slowakei zur Hanna.

## Gemeindegliederung
Für die Gemeinde Karolín sind keine Ortsteile ausgewiesen.

## Sehenswürdigkeiten
- Kapelle
- mehrere Kreuze
- Windmühle, nordwestlich des Dorfes auf halbem Wege nach Velké Těšany, sie dient heute als Museum
- Grundschule mit Glockenturmaufbau, erbaut als Dorfschule, sie wurde zwischen 2008 und 2009 saniert.